# Attila Olgaç
Attila Olgaç est un acteur turc né le 28 juillet 1944 à Istanbul.